# Нововеличковская
Нововели́чковская — станица в Динском районе Краснодарского края. Административный центр Нововеличковского сельского поселения.

## География
Станица расположена на реке Понура, в степной зоне, в 30 км западнее районного центра — станицы Динской. Ближайшая железнодорожная станция Титаровка расположена в 14 км восточнее Нововеличковской на территории станицы Новотитаровской.

## История
В начале 1794 года на Кубани был образован Величковский курень, в состав которого входил 471 человек, из них 320 мужчин.  При первичной жеребьевке мест поселения Величковскому куреню выпало селиться при реке Кубани, в 7 верстах от войсковой столицы - Екатеринодара (ныне город - Краснодар). 
Вскоре относительно мирные отношения с закубанскими соседями были нарушены. Постоянные набеги горцев с целью захвата пленников, скота и имущества заставили жителей куренного селения ходатайствовать о переводе его в более безопасное место. Атаман Черноморского казачьего войска Бурсак Федор Яковлевич эту просьбу поддержал, и 9 декабря 1807 г. последовало соответствующее распоряжение генерал-губернатора Новороссии де Ришелье. Сборы были недолги, и уже в 1808 г. казаки-величковцы со своими семьями переселились на новое место жительства.
Тяжелый климат, болезни, низкая рождаемость и другие причины вели к постепенному уменьшению численности жителей Величковского куренного селения. Через 15 лет после прибытия на Кубань в нем проживало лишь 437 человек. Первоначальное пополнение Величковского куреня шло за счет запорожцев, выходивших в Россию из Задунайской Сечи, но это были считанные единицы. 
Существенным стало пополнение из Полтавской и Черниговской губерний в 1809-1811 г.г, когда в Величковское куренное селение прибыло 497 мужчин и 417 женщин.
Довольно много переселенцев из тех же губерний прибыло и во время переселения 1821-1825 г.г. В это же время из старожилых казаков (по жребию) и новоприбывших были образованы 17 новых селений. Одному из них, Новоконурскому, в 1823 году присвоили название - Нововеличковское куренное селение, а Величковское стало называться Старовеличковским. 
- Статья из ЭСБЕ:

Нововеличковская — станица Кубанской области, Темрюковского отдела. Дворов 710, жителей 6683, церковь, 2 школы, усовершенствованных плугов 350, мельниц паровых 2, ветряных и водяных 11, торгово-промышленных заведений 15, фабрик, заводов и мастерских 6.

## Население
| Численность населения (чел.) | Численность населения (чел.) | Численность населения (чел.) | Численность населения (чел.) | Численность населения (чел.) | Численность населения (чел.) |
| ---------------------------- | ---------------------------- | ---------------------------- | ---------------------------- | ---------------------------- | ---------------------------- |
| 1939                         | 1959                         | 1979                         | 2002                         | 2010                         | 2019                         |
| 8140                         | 6667                         | 7077                         | 8662                         | 9169                         | 11988                        |

Бо́льшая часть населения станицы — русские (85,8 %), проживают также армяне (4,1 %), лезгины (3,9 %), украинцы (1,6 %) и др.

## Известные уроженцы
- Бежко, Пётр Максимович (1900—1962) — советский военачальник, генерал-майор.
- Примак, Николай Алексеевич (1925—1943) — Герой Советского Союза, красноармеец.
- Бабич, Михаил Павлович (1844—1918) — русский военный и государственный деятель, наказный атаман Кубанского казачьего войска (1908—1917)[6].
- Бабыч, Павел Денисьевич (1801—1883) — генерал-лейтенант Черноморского казачьего войска, участник русско-турецкой войны, первый президент Кубанского экономического общества, отец наказного атамана Кубанского казачьего войска Михаила Павловича Бабича[7].
- Бежкович, Афанасий Семенович (1892—1977) - известный российский этнограф и музеевед, участник Первой Мировой войны[8]

## Станичные атаманы с 1827 по 1919 год[9]
| Год правления             | Фамилия И.О.                    | Архивный источник                                     |
| ------------------------- | ------------------------------- | ----------------------------------------------------- |
| 1827                      | Донец                           | Ф.254, оп.1, д.102, л.5об.                            |
| 1829                      | Нечай Иван                      | Ф.250, оп.2, д.631, л.382об.                          |
| 1831                      | Сахновский Иван                 | Ф.250, оп.7, д.28, л.14об. Ф.283, оп.1, д.172, л.182. |
| 1832                      | Ревута Ефим                     | Ф.250, оп.2, д.719, л.274об.                          |
| 1833                      | Ревута Ефим                     | Ф.250, оп.2, д.780, л.226.                            |
| 1834                      | Таран Михайло                   | Ф.250, оп.2, д.933, л.270.                            |
| 1835                      | Гопкало Савва Яковлевич         | Ф.250, оп.2, д.940, л.1.                              |
| 1836                      | Гопкало Савва Яковлевич         | Ф.250, оп.2, д.1010, л.325об.                         |
| 1837                      | Гребко                          | Ф.250, оп.2, д.1104, л.295.                           |
| 1838                      | Нечай Иван                      | Ф.250, оп.2, д.1161, л.438.                           |
| 1839                      | Ревута Ефим                     | Ф.250, оп.2, д.1244, л.304об.                         |
| 1842                      | Таран Михайло                   | Ф.254, оп.1, д.102, л.5об.                            |
| 1843                      | Дежкало Потап Трофимович        | РГВИА. Ф.330, оп.55, д.1832.                          |
| 1844                      | Дежкало Потап Трофимович        | Ф.254, оп.1, д.327, л.136об.                          |
| 1855                      | Донец Дмитрий Иванович          | Ф.249, оп.1, д.2060, л.266.                           |
| 1858                      | Пархоменко Николай Борисович    | Ф.254, оп.1, д.1106, л.18об.                          |
| 1861                      | Сыроватко Василий Гордеевич     | Ф.249, оп.1, д.2300, л.189.                           |
| 1862                      | Былим Василий Карпович          | Ф.249, оп.1, д.2300, л.78, 79.                        |
| 1863                      | Пархоменко Николай Борисович    | Ф.249, оп.1, д.2300, л.79, 84.                        |
| 1865                      | Величко Петр                    | Приказы по ККВ за 1865г. № 1.                         |
| 1866                      | Величко Петр                    | Ф.259, оп.2, д.19, л.27.                              |
| 1867                      | Кутняк Григорий Степанович      | Приказы по ККВ за 1867г. № 80.                        |
| 1869                      | Гопкало Иван                    | Вестник архивиста Кубани. № 4, 2009. - С. 53-56.      |
| 1871                      | Донец Иван Дмитриевич           | Ф.454, оп.7, д.30, л.81.                              |
| 1873                      | Голубицкий Данило Корнеевич     | ПККО за 1874г, с.58.                                  |
| 1874                      | Голубицкий Данило Корнеевич     | ПККО за 1875г, с.71.                                  |
| 1875                      | Голубицкий Данило Корнеевич     | ПККО за 1876г, с.83.                                  |
| 1876                      | Голубицкий Данило Корнеевич     | ПККО за 1877г, с.63.                                  |
| 1877                      | Шуть                            | ПККО за 1878г, с.76.                                  |
| 1878                      | Шуть                            | ПККО за 1879г, с.77.                                  |
| 1879                      | Шуть                            | ПККО за 1880г с.81.                                   |
| 1880                      | Пархоменко Александр Николаевич | ПККО за 1881г, с.33.                                  |
| 1882                      | Пархоменко Александр Николаевич | ПККО за 1883г, с.42.                                  |
| 1887                      | Пархоменко Александр Николаевич | Приказы по ККВ за 1887г. № 138.                       |
| 1889                      | Беличенко Назарий Кириллович    | Ф.418, оп.1, д.1271, л.4.                             |
| 1890                      | Беличенко Назарий Кириллович    | КСК за 1891г, с.90.                                   |
| 1891                      | Беличенко Назарий Кириллович    | Ф.454, оп.2, д.2289, л.33об.                          |
| 1892 (апрель - май)       | Пархоменко Александр Николаевич | КОВ за 1892г, № 19.                                   |
| 1892 (начиная с мая)      | Беличенко Назарий Кириллович    | Ф.418, оп.1, д.1271, л.4.                             |
| 1893                      | Беличенко Назарий Кириллович    | Приказы по ККВ за 1893г. № 151.                       |
| 1894                      | Пархоменко Александр Николаевич | Приказы по ККВ за 1894г. № 112.                       |
| 1902 (январь - сентябрь)  | Борзик                          | Приказы по ККВ за 1902г. № 33.                        |
| 1902 (начиная с сентября) | Голубицкий Савва Данилович      | Ф.418, оп.1, д.4403, л.338.                           |
| 1903                      | Голубицкий Савва Данилович      | Ф.396, оп.1, д.8609, л.94.                            |
| 1905                      | Иванько Иван                    | КОВ за 1905г, № 60.                                   |
| 1907                      | Иванько Иван                    | Ф.396, оп.1, д.9301, л.115.                           |
| 1908                      | Кононенко Сафрон                | КОВ за 1908г, № 47.                                   |
| 1910                      | Кононенко Сафрон                | Ф.449, оп.7, д.191, л.8.                              |
| 1910 (начиная с октября)  | Иванько Антон Игнатьевич        | КОВ за 1910г, № 221.                                  |
| 1913                      | Иванько Антон Игнатьевич        | РГВИА. Ф.400, оп.25, д.6081, л.24                     |
| 1917 (январь - октябрь)   | Сахно Антон Тарасович           | Ф.449, оп.9, д.1671, л.9.                             |
| 1917 (начиная с октября)  | Кононенко Василий Деомидович    | Ф.449, оп.9, д.1671, л.9.                             |
| 1918                      | Донцов                          | Приказы по ККВ за 1918г. № 146.                       |
| 1919 (январь - апрель)    | Иванько Антон Игнатьевич        | Ф.Р-13, оп.1, д.499, л.7.                             |
| 1919 (апрель-декабрь)     | Одарушко Петр                   | РГВА. Ф.40213, оп.1, д.108а, приказ № 588.            |

## Нововеличковцы, ставшие жертвами политических репрессий в 1930-1950 годы
В период 1927 — 1953 годов молодую Советскую Россию охватывает волна политических репрессий, напрямую связанных с принудительной коллективизацией сельского хозяйства, ускоренной индустриализацией, а также укреплением личной власти Сталина. Не исключением стали и нововеличковцы, которые в первой половине XX века подверглись как социальным, так и политическим гонениям.
| Фамилия И.О.                 | Год рождения | Дата осуждения     | Приговор                        | Дата реабилитации | Основания реабилитации                                               |
| ---------------------------- | ------------ | ------------------ | ------------------------------- | ----------------- | -------------------------------------------------------------------- |
| Ананко Моисей Титович        | 1890         | 5 августа 1932 г.  | из-под стражи осв.              | 30 марта 1990 г   | по Указу Президиума ВС СССР от 16.01.89                              |
| Ананко Стефан Прокофьевич    | 1893         | 28 декабря 1937 г. | 10 лет ИТЛ                      | 15 декабря 1956 г | на основании Указа Президиума Верховного Совета СССР от _19.08.1955  |
| Ананко Федот Исакиевич       | 1880         | 22 мая 1931 г.     | 10 лет ИТЛ                      | 4 декабря 1964 г. | -                                                                    |
| Бегдай Владимир Григорьевич  | 1909         | 18 июля 1930 г.    | выслан в место ссылки родителей | 11 апреля 1990 г. | на основании Указа Президиума Верховного Совета СССР от _16.01.1989  |
| Белим Гавриил Савич          | 1901         | 5 августа 1932 г   | 1 год лишения свободы           | 19 июня 1990 г.   | на основании указа Президиума Верховного Совета СССР от 16.01.1989г. |
| Беличенко Григорий Назарович | 1888         | 22 мая 1931 г.     | 10 лет ИТЛ                      | 4 декабря 1964 г. | -                                                                    |
| Беличенко Даниил Мелентьевич | 1893         | 23 июня 1931 г.    | 5 лет концлагерей               | 20 июля 1989 г.   | Указ Президиума Верховного Совета СССР от 16.01.89 г                 |
| Беличенко Денис Аврамович    | 1911         | 4 февраля 1938 г.  | расстрел                        | 23 февраля 1957 г | Решение Президиума Краснодарского краевого суда                      |
| Беличенко Семен Иосифович    | 1894         | 23 июня 1931 г.    | 2 годам концлагерей             | 20 июля 1989 г.   | Указ Президиума Верховного Совета СССР от 16.01.89 г                 |
| Белогай Илья Федотович       | 1869         | 9 апреля 1930 г.   | расстрел                        | 13 апреля 1990 г. | по Указу Президиума ВС СССР от 16.01.89                              |
| Белогай Роман Ильич          | 1896         | 8 декабря 1931 г.  | 3 года высылки                  | 10 апреля 1990 г. | по Указу Президиума ВС СССР от 16.01.89                              |
| Белявский Иван Григорьевич   | 1862         | 9 апреля 1930 г.   | высылка на 5 лет                | 13 апреля 1990 г. | по Указу Президиума ВС СССР от 16.01.89                              |
| Бердыш Иван Григорьевич      | 1901         | 5 августа 1932 г.  | осв. из-под стражи              | 30 марта 1990 г.  | по Указу Президиума ВС СССР от 16.01.89                              |
| Бигдай Митрофан Саввич       | 1884         | 9 апреля 1930 г.   | концлагерь на 10 лет            | 13 апреля 1990 г. | по Указу Президиума ВС СССР от 16.01.89                              |
| Бротаныч Игнат Иванович      | 1881         | 22 мая 1932 г.     | из-под стражи осв.              | 25 апреля 1990 г. | по Указу Президиума ВС СССР от 16.01.89                              |
| Буланный Петр Лаврентьевич   | 1892         | 23 июня 1931 г.    | 5 лет концлагерей               | 20 июля 1989 г.   | Указ Президиума Верховного Совета СССР от 16.01.89 г                 |